# Iglesia de San Miguel Arcángel (Aizarnazábal)
La iglesia de San Miguel Arcángel es un inmueble de la localidad española de Aizarnazábal, en la provincia de Guipúzcoa.

## Descripción
El edificio se encuentra en la localidad española de Aizarnazábal, perteneciente a la provincia de Guipúzcoa, en la comunidad autónoma del País Vasco. Se menciona como iglesia parroquial del lugar en el Diccionario histórico-geográfico-descriptivo de los pueblos, valles, partidos, alcaldías y uniones de Guipúzcoa (1862) de Pablo de Gorosábel, donde aparece descrita con las siguientes palabras:

La iglesia parroquial de este concejo es de la advocacion de San Miguel arcángel. Se halla servida por un rector, cuya presentacion hacen en hijo patrimonial los vecinos millaristas del mismo concejo, que es su patrono.
(Gorosábel, 1862, p. 8)